# T-Men
T-Men is een Amerikaanse film noir uit 1947 onder regie van Anthony Mann. Destijds werd de film in Nederland uitgebracht onder de titel Staatsvijand no. 1.

## Verhaal
Dennis O'Brien en Tony Genaro zijn twee agenten van het Amerikaanse ministerie van Financiën. Ze trachten te infiltreren in een bende valsemunters, die erg gevaarlijk zijn vanwege de kwaliteit van hun valse dollarbiljetten.

## Rolverdeling
| Acteur         | Personage      |
| -------------- | -------------- |
| Dennis O'Keefe | Dennis O'Brien |
| Mary Meade     | Evangeline     |
| Alfred Ryder   | Tony Genaro    |
| Wallace Ford   | Intrigant      |
| June Lockhart  | Mary Genaro    |
| Charles McGraw | Moxie          |